# Хистрионика
Хистриониката (Botia histrionica) е вид риба от семейство Cobitidae. Видът е незастрашен от изчезване.

## Описание
Достига на дължина до около 11 cm. Половият диморфизъм е слабо изразен.

## Разпространение и местообитание
Видът е разпространен в Индия (Манипур и Нагаланд) и Мианмар. Предпочита вода с рН около 6,5-7,2 и температура между 25 и 28 градуса.

## Хранене
Храни се главно с охлюви, които може да извлича от черупката.